# 克爾瓦科查湖 (納莫拉區)
```
7°10′20″S
 
78°16′40″W

 / 

7.17222°S 78.27778°W

 / 
-7.17222; -78.27778
```

克爾瓦科查湖（Qillwaqucha），是秘魯的湖泊，位於該國北部卡哈馬卡大區，由卡哈馬卡省的納莫拉區負責管轄，該湖泊海拔高度3,500米，平均水深13.5米。